# زاود داونتشيز
زاود داونتشيز (تنطق بالهولندية: [ˈzœy̯dərˌdœy̯ncəs]) وتعني (الكثبان الرملية الجنوبية الصغيرة) هي جزيرة غير مأهولة في بحر وادن بهولندا. تقع جنوب جزيرة روتوميرأوخ، وشرق جزيرة روتوميربلات، وغرب بوركوم. الجزيرة هي إحدى الجزر الفريزية الغربية الثلاث ببلدية إيمسموند بمقاطعة خرونينغن.